# Krzysztof Ratajski
Krzysztof Ratajski (Skarżysko-Kamienna, 1977. január 1. –) lengyel dartsjátékos. 2007-től 2017-ig a British Darts Organisation, majd 2018-tól a Professional Darts Corporation tagja. Beceneve "The Polish Eagle".

## Pályafutása

### BDO
Ratajski első komolyabb versenye a 2007-es Czech Open volt ahol szerzett pár győzelmet, de végül a tornagyőztes Patrick Loostól, aki végül megnyerte a tornát. A 2008-as Denmark Open-en többek között megverte Bezzeg Nándort, Marko Kantelét, majd a döntőben Fabian Roosenbrandot is. 2008. decemberében Ratajski először kvalifikálta magát a BDO világbajnokságra, így ő lett az első lengyel játékos akinek ez sikerült. A világbajnokságon az első fordulóban Edwin Max volt az ellenfele, akitől 3–2-es vereséget szenvedett. Ebben az évben Krzysztof Kciukkal közösen képviselték Lengyelországot, de már az első körben kiestek az új-zélandi csapat ellen.
A 2015-ös Polish Open-en hazai pályán az elődöntőig sikerült eljutnia, ahol 5–2-es vereséget szenvedett a kétszeres BDO-világbajnok Scott Waites ellen. Ebben az évben a World Masters kiemelt BDO tornán a legjobb 16-ig jutott, ahol Martin Adamsszel szemben maradt alul.
2016-ban először vett részt a BDO által szervezett World Trophy tornán, ahol Waitestől kapott ki 6–4-re.
2017-ben Ratajskinak másodszor sikerült kvalifikálnia magát a BDO világbajnokságra, amelyen ezúttal a legjobb 16-ig sikerült eljutnia. A World Masters tornán a negyeddöntőben legyőzte Glen Durrantet, az elődöntőben Cameron Menziest, majd a döntőben Mark McGeeney-t is, és ezáltal megszerezte első kiemelt tornagyőzelmét a BDO-nál. Győzelmének köszönhetően kvalifikálta magát a 2018-as BDO világbajnokságra, de közben a rivális PDC-nél is indulási jogot szerzett (megnyerte a kelet-európai selejtező versenyt), így Ratajski már a PDC vb-jén vett részt.

### PDC
Ratajski, miután elfogadta  a meghívást, a világbajnokság selejtezőjében játszotta első mérkőzését, melyet sikerrel vett. Az első körben az angol James Wilsont kapta, akitől végül 3–1-es vereséget szenvedett. 
Ettől az évtől kezdve Ratajski már a PDC versenyein vett részt, bár a januárban rendezett Q-Schoolban nem sikerült megszereznie a PDC versenyein való induláshoz szükséges PDC Tour kártyát. Emiatt a Challenge Tour sorozat versenyein vett részt, ahol két döntőt is játszhatott, amelyekből egyet meg is nyert. Ezeknek a teljesítményeknek köszönhetően részt vehetett néhány Players Championsip tornán is. Márciusban megszerezte első tornagyőzelmét a UK Open hatodik kvalifikációs tornáján. 2018 októberében a Players Championship utolsó két állomásán megszerezte második és harmadik tornagyőzelmét is, és ezzel a teljesítményével bebiztosította helyét a 2018-as Players Championship Finals-re és Grand Slam of Darts-ra, valamint 2019-es világbajnokságra is.

## Világbajnoki szereplései

### BDO
- 2009: Első kör (vereség  Edwin Max ellen 2–3)
- 2017: Második kör (vereség  Darius Labanauskas ellen 3–4)

### PDC
- 2018: Első kör (vereség  James Wilson ellen 1–3)
- 2019: Első kör (vereség  Aszada Szeigo ellen 1–3)
- 2020: Harmadik kör (vereség  Nathan Aspinall ellen 3–4)
- 2021: Negyeddöntő (vereség  Stephen Bunting ellen 3–5)
- 2022: Második kör (vereség  Steve Lennon ellen 1–3)
- 2023: Harmadik kör (vereség  Dimitri Van den Bergh ellen 1–4)
- 2024: Harmadik kör (vereség  Jonny Clayton ellen 2–4)
- 2025: Harmadik kör (vereség  Kevin Doets ellen 3–4)

## Döntői

### BDO nagytornák: 1 döntős szereplés
| Történet                   |
| Winmau World Masters (1–0) |

| Eredmény | Sorszám | Év   | Bajnokság            | Ellenfél a döntőben | Pontok   |
| Győztes  | 1.      | 2017 | Winmau World Masters | Mark McGeeney       | 6–1 (sz) |

1. ↑  (l) = pontszám legekben, (sz) = pontszám szettekben.

## További tornagyőzelmei
| Players Championships - Players Championship (BAR): 2018 (x2), 2021 - Players Championship (HIL): 2019, 2025 - Players Championship (WIG): 2019, 2020, 2023 UK Open Regionals/Qualifiers - UK Open Qualifier: 2018 European Tour Events - PDC European Tour Eastern European Qualifier: 2017 (x11), 2018 (x7) - German Darts Open: 2023 - Gibraltar Darts Trophy: 2019 PDC Challenge Tour - Challenge Tour: 2018 | - Czech Open: 2009 - Denmark Open: 2008 - Hungarian Classic: 2016 - Latvia Open: 2010 - Polish Open: 2017 - Soft Tip EDU European Championship: 2008 - Soft Tip SDWF European Championship: 2005 |